# Hortense Allart
Pour les articles homonymes, voir Allart.
Hortense Allart de Méritens , également connue sous le pseudonyme de Prudence de Saman L'Esbatx, née le 7 septembre 1801 à Milan en Italie et morte le 28 février 1879 à Montlhéry,, est une femme de lettres française.

## Biographie

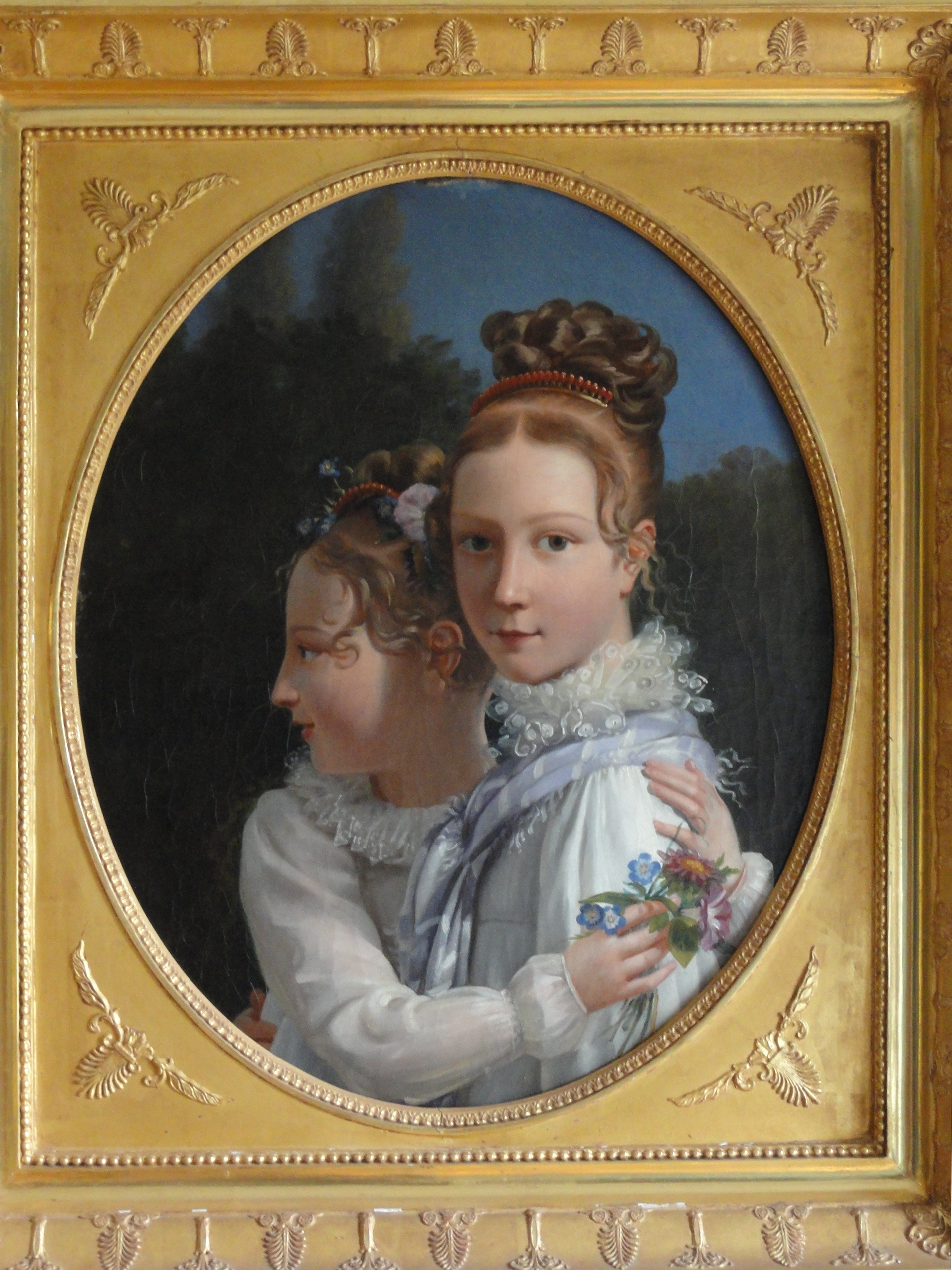
Louis Ducis, Portrait des sœurs Hortense et Sophie Allart, 1815 (Châtenay-Malabry, Maison de Chateaubriand).

Née en septembre 1801, elle perd son père lorsqu'elle a 16 ans et sa mère quatre ans plus tard. Hortense Allart est la cousine de Delphine Gay par sa mère, Marie-Françoise Gay. Celle-ci, orpheline de bonne heure elle aussi, fut une protégée de l'abbé Grégoire, fréquenta divers hommes de lettres tels que Jean-François Ducis ou Marie-Joseph Chénier et traduisit, sous le nom Mary Gay, les livres, alors en vogue, d'Ann Radcliffe.
Très jeune, Hortense Allart témoigne d'un vif appétit de connaissances et se forge, au fil de ses lectures, une culture étendue.
Recommandée par la comtesse Laure Regnault de Saint-Jean d'Angély, elle entre au service du général Henri Gatien Bertrand, et de son épouse Fanny Dillon, pour s'occuper de l'éducation de leur fille, Hortense. Admiratrice de l’Empereur, elle avait déjà écrit à Fanny Bertrand en 1817, se déclarant prête à se mettre à son service pour approcher l’exilé de Sainte-Hélène. De 1822 à 1824, elle travaille comme gouvernante dans la maison de l'ancien compagnon de Napoléon. Malgré l'amitié de la comtesse, elle s'ennuie bientôt chez les Bertrand, surtout l'été en Berry. En 1823, elle  rencontre le comte Anthony de Sampayo, un gentilhomme portugais. Elle devient sa maîtresse et, en 1826, elle donne naissance à son fils, Marcus-Napoléon Allart. Sampayo l'abandonne avant qu'elle n'accouche. Elle entre aussi en littérature par des Lettres, traitant des ouvrages de Madame de Staël.
Sous le nom d'Hortense Allart de Thérase, elle publie Gertrude en 1828, puis des livres touchant l'histoire et la politique. En 1832, elle commence une relation qui ne s'interrompra pas avec George Sand. Celle-ci préface son ouvrage Les enchantements de Mme Prudence de Samman l'Esbaix, livre autobiographique qui fait scandale, dans lequel elle évoque notamment sa liaison avec Chateaubriand.
Hortense Allart défend l’amour libre et demande l’amélioration de la condition féminine. Elle participe à la Gazette des femmes. Elle s'occupe également de philosophie dans son Novum organum ou sainteté philosophique (1857) où elle défend l’idée de l’inévitabilité de la preuve de l’existence d’un Être suprême avec chaque nouvelle découverte scientifique. Elle a plusieurs liaisons avec des hommes célèbres de son temps, dont Chateaubriand, Henry Bulwer-Lytton, Camillo Cavour, Pietro Capei,, père de son deuxième fils (Henri) et Sainte-Beuve.
Entre 1838 et 1879, elle entretient une correspondance avec Marie d'Agoult.
En 1843, elle épouse Napoléon Louis Frédéric Corneille de Méritens de Malvézie, un architecte qu'elle quitte l'année suivante. Elle écrit à Henry Bulwer-Lytton, évoquant des difficultés financières : « Ce n'est pas mon mariage qui m'a gênée, mon mari n'a pas pris un sou de mon argent, il m'a même offert du sien mais comme il veut me ravoir je crains tout ce qui pourrait nous lier. C'est ce qu'on craint d'un mari, d'un maître. Ce n'est pas ce que je crains de toi, Bulwer, ô mon amant, je te demanderais toute ta fortune sans craindre que tu ne me demandes, moi, à la fin ».
Elle meurt en 1879 et est inhumée au cimetière de Bourg-la-Reine (dans la division 7), avec ses deux fils.

## Généalogie
- Joseph Gay, baron de Lupigny ( -1783), négociant, issu d'une famille savoyarde et créé baron de Lupigny. Il épouse Marie Claudine Louise Gaby ( -1783).
  - Marie Françoise Gay (1765-1821), romancière et traductrice. Elle épouse Gabriel Allart
    - Hortense Allart (1802-1879), auteure et essayiste féministe. Pronant l'amour libre, elle entretient des liasisons avec Chateaubriand, Henry Bulwer-Lytton, Camillo Cavour, Sainte-Beuve...
    - Sophie Allart (1804-1870), peintre, élève d'Ingres

  - Sigismond Gay (1768-1822), seigneur de Lupigny, receveur-général du département de la Roer. Il épouse Marie Françoise Sophie Michault de La Valette.
    - Delphine Gay (1804-1855), écrivaine, poétesse, nouvelliste, romancière, dramaturge, salonnière et journaliste. Elle épouse Émile Delamothe, dit Émile de Girardin

## Œuvres

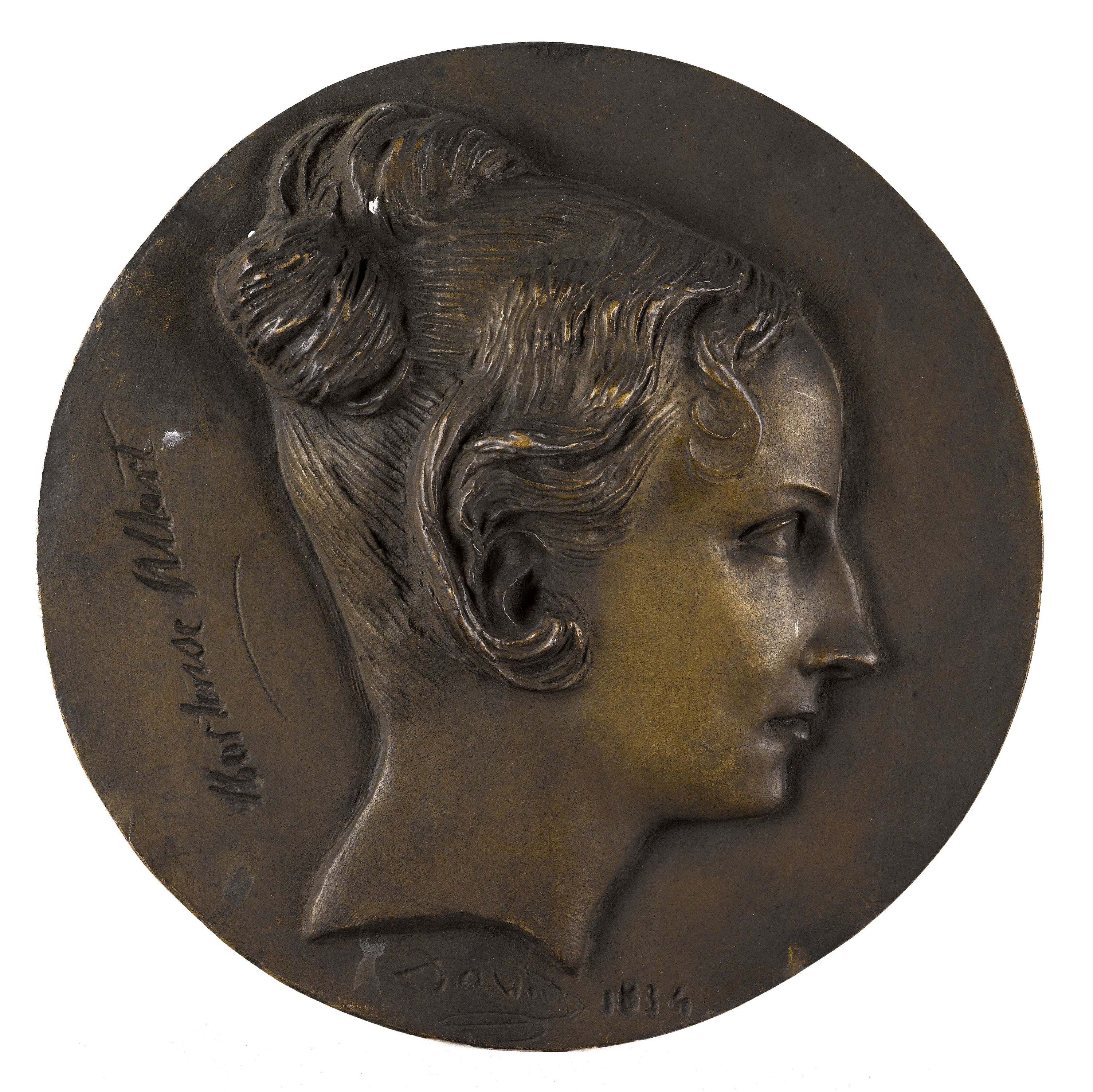
Médaillon par David d'Angers, Pierre-Jean (1788-1856)

- Lettres sur les ouvrages de Madame de Staël, Paris, Bossange, 1824
- Gertrude, Paris, Dupont, 1828. Lire en ligne sur Gallica
- Jérome ou Le jeune prélat, Labvocat, 1829, Lire en ligne sur Gallica.
- Sextus, ou le Romain des Maremmes ; suivi d'Essais détachés sur l'Italie, Heideloff et Campe, 1832. Lire en ligne sur Gallica
- L’Indienne, suivi du Convict, Paris, Ch. Vimont, 1833    (Wikisource). Lire en ligne sur Gallica
- Settimia, Bruxelles, A. Wahlen, 1836
- La Femme et la démocratie de nos temps, Paris, Delaunay et Pinard, 1836    (Wikisource). Lire en ligne sur Gallica
- Histoire de la république de Florence, Paris, Delloye, 1843
- Études diverses, Volumes 1 2 & 3, Renault, 1850-1851, volume 2 volume 3 sur Gallica
- Novum organum ou sainteté philosophique, Paris, Garnier frères, 1857
- Essai sur l’histoire politique depuis l’invasion des barbares jusqu’en 1848, 1857
- Essai sur la religion intérieure, Paris, 1864
- Clémence, impr. de E. Dépée (Sceaux), 1865 Lire en ligne sur Gallica
- Les enchantements de Prudence, Avec George Sand, Paris, Michel Lévy frères, 1873. Lire en ligne sur Gallica
- Les nouveaux enchantements, Paris, C. Lévy, 1873. Lire en ligne sur Gallica
- Derniers enchantements, Paris, M. Lévy, 1874
- Lettres inédites à Sainte-Beuve (1841-1848) avec une introduction des notes, Éd. Léon Séché, Paris, Société du Mercure de France, 1908. Lire en ligne sur Gallica
- Lettere inedite a Gino Capponi, Genova, Tolozzi, 1961
- Mémoires de H.L.B. Henry Lytton Bulwer, Houston : University of Houston, 1960-1969
- Nouvelles lettres à Sainte-Beuve, 1832-1864; les lettres de la collection Lovenjoul, Genève, Librairie Droz, 1965